# Walter Heitmann
Walter Heitmann, född 9 mars 1904 i Hamburg, död 20 april 1990 i Delingsdorf, var en tysk travtränare, kusk och hästuppfödare.

## Karriär
Walter Heitmann föddes i Hamburg 1904, son till travkusken Hinrich Heitmann. Han vann sitt första lopp 1923 på Trabrennbahn Hamburg-Bahrenfeld. 1952 vann Heitmann premiärupplagan av Elitloppet med egentränade hingsten Permit. Ett år senare, 1953, lyckades ekipaget även att vinna  Prix d'Amérique, något som Permit blev första tyska häst att vinna.
Heitmann vann det tyska travderbyt fem gånger – 1954, 1960, 1962, 1963 och 1967 – som kusk med hästarna Vielliebchen, Errol, Gutenberg, Hadu och Lord Pit. Walter Heitmanns son, Peter Heitmann, lyckades vinna loppet 1978 och 1989.
År 1949 förvärvade Walter Heitmann stuteriet Buchenhof i Delingsdorf. Heitmann var lika framgångsrik som uppfödare av travhästar som som kusk. Totalt avlade Heitmann fram nio derbyvinnare. Heitmann födde även upp galopphästar, bland annat hingsten Cagliostro, som var den mest framgångsrika tvååriga galopphästen i Tyskland 1976.

## Privatliv
Walter Heitmann ansökte om medlemskap i nazistpartiet den 1 september 1941 och blev antagen den 1 oktober samma år (medlemsnummer 8 872 701). Heitmann avled den 20 april 1990 i Delingsdorf. Han är begravd på kyrkogården i Bargteheide.